# Dicranotropis bakeri
Dicranotropis bakeri är en insektsart som beskrevs av Crawford 1914. Dicranotropis bakeri ingår i släktet Dicranotropis och familjen sporrstritar.
Arten delas upp i två underarter:
- D. b. abdominalis.
- D. b. bakeri